# Liste der denkmalgeschützten Objekte in Groß-Enzersdorf
Die Liste der denkmalgeschützten Objekte in Groß-Enzersdorf enthält die 28 denkmalgeschützten, unbeweglichen Objekte der niederösterreichischen Stadt Groß-Enzersdorf im Bezirk Gänserndorf.

## Denkmäler
| Foto |                 | Denkmal                                                                                  | Standort                                                    | Beschreibung | Metadaten |
| ---- | --------------- | ---------------------------------------------------------------------------------------- | ----------------------------------------------------------- | --- | --- |
| ja   | Datei hochladen | Bildstock HERIS-ID: 10722 Objekt-ID: 6784                                                | gegenüber Breitstettner Straße 2 Standort KG: Franzensdorf  | Im Osten von Franzensdorf steht ein barocker Tabernakelbildstock aus dem 18. Jahrhundert. | BDA-Hist.: Q38077497 Status: § 2a Stand der BDA-Liste: 2025-06-30 Name: Bildstock GstNr.: 262 |
| ja   | Datei hochladen | Kath. Pfarrkirche hl. Josef HERIS-ID: 10327 Objekt-ID: 6381                              | bei Franzensdorf 33 Standort KG: Franzensdorf               | Die weithin sichtbare Pfarrkirche hl. Josef in Franzensdorf wurde 1842 im spätklassizistischen Stil errichtet. Der mächtige Längsbau hat eine dominierende Westfassade mit Pilastergliederung, Konsolenfries, Dreiecksgiebel, einem kleinen Lünettenfenster über dem Eingang und darüber einem kleinen Fassadenturm, der von einem Biedermeierhelm bekrönt wird. Das langgezogene Langhaus und der eingezogene Chor sind beide durch Lünettenfenster geöffnet. An den Chor schließt westlich eine kleinere Sakristei an. | BDA-Hist.: Q38064223 Status: § 2a Stand der BDA-Liste: 2025-06-30 Name: Kath. Pfarrkirche hl. Josef GstNr.: 1 Saint Joseph Church (Franzensdorf) |
| ja   | Datei hochladen | Kaiser-Franz-Joseph-Denkmal HERIS-ID: 10719 Objekt-ID: 6781                              | bei Bischof Berthold-Platz 1 Standort KG: Großenzersdorf    | Die Gusseisenbüste von Kaiser Franz Joseph ruht auf einem Steinsockel, der mit 1908 bezeichnet ist. | BDA-Hist.: Q38077340 Status: § 2a Stand der BDA-Liste: 2025-06-30 Name: Kaiser Franz Joseph-Denkmal GstNr.: 992/5 |
| ja   | Datei hochladen | Amtsgebäude HERIS-ID: 11090 Objekt-ID: 7159                                              | Dr. Anton Krabichler-Platz 1 Standort KG: Großenzersdorf    | Das Amtsgebäude am Dr.-Anton-Krabichler-Platz 1 ist ein zweigeschoßiger Bau aus der zweiten Hälfte des 19. Jahrhunderts, mit historistischem Fassadendekor. | BDA-Hist.: Q38089126 Status: § 2a Stand der BDA-Liste: 2025-06-30 Name: Amtsgebäude GstNr.: 12/1 |
| ja   | Datei hochladen | Ehem. Stadtburg HERIS-ID: 10319 Objekt-ID: 6373                                          | Hauptplatz 12 Standort KG: Großenzersdorf                   | Die ehemalige Stadtburg in der Mitte von Großenzersdorf war ursprünglich von Wall, Graben und einem Mauerring umgeben. Sie wurde urkundlich 1196 als Freisingische Bischofsburg erwähnt. Ab 1500 verfiel sie. Der größte Teil wurde 1825 abgetragen. Heute sind nur noch wenige Mauerreste erhalten. | BDA-Hist.: Q38064005 Status: § 2a Stand der BDA-Liste: 2025-06-30 Name: Ehem. Stadtburg GstNr.: 12/1 Stadtburg Groß-Enzersdorf |
| ja   | Datei hochladen | Gnadenstuhl HERIS-ID: 10325 Objekt-ID: 6379                                              | bei Josef Reither-Ring 1 Standort KG: Großenzersdorf        | Die toskanische Säule im Süden der Stadt, am Sockel mit 1695 bezeichnet, wird von einem barocken Gnadenstuhl bekrönt. | BDA-Hist.: Q38064125 Status: § 2a Stand der BDA-Liste: 2025-06-30 Name: Gnadenstuhl GstNr.: 377 Gnadenstuhl (Groß-Enzersdorf) |
| ja   | Datei hochladen | Ehem. Bezirksgericht HERIS-ID: 10720 Objekt-ID: 6782                                     | Kaiser Franz Josef-Straße 2 Standort KG: Großenzersdorf     | Das Bezirksgericht an der Kaiser-Franz-Josef-Straße 2 ist ein zweigeschoßiger Bau von 1840 mit schlichter Fassade, genutetem Erdgeschoß und kleiner Attika. | BDA-Hist.: Q38077359 Status: § 2a Stand der BDA-Liste: 2025-06-30 Name: Bezirksgericht GstNr.: 184 |
| ja   | Datei hochladen | Ehem. Gefangenenhaus auf dem Areal des Bezirksgerichtes HERIS-ID: 33951 Objekt-ID: 31784 | bei Kaiser Franz Josef-Straße 2 Standort KG: Großenzersdorf | Das ehemalige Gefangenenhaus an der Gartenseite des Bezirksgerichtes ist ein frei stehender zweigeschoßiger Bau mit betonter Rustikagliederung aus der zweiten Hälfte des 19. Jahrhunderts. Die ursprüngliche Gefängniseinrichtung ist noch zum Teil erhalten. | BDA-Hist.: Q37955086 Status: Bescheid Stand der BDA-Liste: 2025-06-30 Name: Ehem. Gefangenenhaus auf dem Areal des Bezirksgerichtes GstNr.: 184 |
| ja   | Datei hochladen | Pfarrhof HERIS-ID: 10716 Objekt-ID: 6778                                                 | Kirchenplatz 20 Standort KG: Großenzersdorf                 | Der Pfarrhof nördlich der Kirche ist ein schlichter zweigeschoßiger Bau mit Korbbogenportal und kreuzgratgewölbtem Flur. Laut einer Urkunde wurde er im Jahr 1734 erbaut. Mitte des 19. Jahrhunderts wurde er zum Teil verändert. | BDA-Hist.: Q38077309 Status: § 2a Stand der BDA-Liste: 2025-06-30 Name: Pfarrhof GstNr.: 115 |
| ja   | Datei hochladen | Kath. Pfarrkirche, Stadtpfarrkirche Maria Schutz HERIS-ID: 10324 Objekt-ID: 6378         | gegenüber Kirchenplatz 21 Standort KG: Großenzersdorf       | Die weithin sichtbar im Zentrum von Großenzersdorf gelegene Pfarrkirche Maria Schutz ist eine ehemalige Wehrkirche mit wuchtigem Nordturm. Im Kern ist sie eine frühgotische Pfeilerbasilika aus dem späten 13. Jahrhundert, die Ende des 14. Jahrhunderts einen Chor und eine Turmerhöhung erhielt und in der zweiten Hälfte des 17. Jahrhunderts barockisiert wurde. Einige kleinere Veränderungen datieren auf das 19. Jahrhundert. | BDA-Hist.: Q1170271 Status: § 2a Stand der BDA-Liste: 2025-06-30 Name: Kath. Pfarrkirche, Stadtpfarrkirche Maria Schutz GstNr.: 1 Stadtpfarrkirche Groß Enzersdorf |
| ja   | Datei hochladen | Wiener Städt. Ökonomie Verwaltung, k. k. Kaserne HERIS-ID: 10326 Objekt-ID: 6380         | Lobaustraße 53 Standort KG: Großenzersdorf                  | Die Wiener Städtische Ökonomieverwaltung Lobau besteht aus einem zweigeschoßigen Rohziegelgebäude aus der Mitte des 19. Jahrhunderts, mit erhöhtem Mittelrisalit und Rohziegelfassade, sowie aus eingeschoßigen Nebengebäuden. Das Areal wurde als Kavalleriekaserne errichtet. Die Lobauverwaltung wurde 2007 in das neu errichtete Nationalparkhaus verlegt, in diesem Areal gibt es aber noch u.a. einen der Stadt Wien gehörenden Bio-Landschaftsbetrieb. | BDA-Hist.: Q38064171 Status: Bescheid Stand der BDA-Liste: 2025-06-30 Name: Wiener Städt. Ökonomie Verwaltung, k. k. Kaserne GstNr.: 881 |
| ja   | Datei hochladen | Rathaus HERIS-ID: 10321 Objekt-ID: 6375                                                  | Rathausstraße 5 Standort KG: Großenzersdorf                 | Das ehemalige Bürgerspital wurde 1423 als Stiftung der Freisinger genannt, 1697 erneuert und 1794 profaniert. Der lang gestreckte Gebäudekomplex befindet sich in zentraler Lage. Die ehemalige Bürgerspitalskirche hat einen Volutengiebel aus dem späten 17. Jahrhundert und wird flankiert vom ehemaligen Benefiziatenhaus rechts und dem ehemaligen Bürgerspital links. Die Anlage wurde im 20. Jahrhundert entsprechend ihrer Nutzung als Rathaus weitgehend verändert und modernisiert. | BDA-Hist.: Q38064050 Status: § 2a Stand der BDA-Liste: 2025-06-30 Name: Rathaus GstNr.: 38 |
| ja   | Datei hochladen | Romanisches Steinrelief HERIS-ID: 10323 Objekt-ID: 6377                                  | Rathausstraße 9 Standort KG: Großenzersdorf                 | An der Rathausstraße 9 ist ein eingemauertes Relief mit Darstellung eines Drachen zu sehen. | BDA-Hist.: Q38064089 Status: § 2a Stand der BDA-Liste: 2025-06-30 Name: Romanisches Steinrelief GstNr.: 31/1 |
| ja   | Datei hochladen | Jüdischer Friedhof HERIS-ID: 99004 Objekt-ID: 114997                                     | gegenüber Robert Stolz-Gasse 56 Standort KG: Großenzersdorf | Der 1889 angelegte jüdische Friedhof östlich von Groß-Enzersdorf in Neu-Oberhausen umfasst eine Fläche von 1.180 m² und 86 Grabstellen. Die letzte Bestattung datiert auf das Jahr 1938. | BDA-Hist.: Q37773120 Status: § 2a Stand der BDA-Liste: 2025-06-30 Name: Jüdischer Friedhof GstNr.: 786/1, 786/2 Jüdischer Friedhof Groß-Enzersdorf |
| ja   | Datei hochladen | Versuchswirtschaft der Universität für Bodenkultur HERIS-ID: 10320 Objekt-ID: 6374       | Schloßhofer Straße 31 Standort KG: Großenzersdorf           | Die Versuchswirtschaft der Universität für Bodenkultur verfügt über ein mächtiges zweigeschoßiges Hauptgebäude mit Pilastergliederung und hohem Mansardendach, das von eingeschoßigen Nebengebäuden flankiert wird. Der Komplex wurde um 1900 errichtet. | BDA-Hist.: Q38064040 Status: § 2a Stand der BDA-Liste: 2025-06-30 Name: Versuchswirtschaft der Universität für Bodenkultur GstNr.: 777 |
| ja   | Datei hochladen | Bildstock HERIS-ID: 10721 Objekt-ID: 6783                                                | Wiener Straße Standort KG: Großenzersdorf                   | Der schlanke Tabernakelpfeiler mit Kreuzaufsatz aus dem 17. Jahrhundert an der Stadtgrenze zu Wien ist stark erneuert. | BDA-Hist.: Q38077452 Status: § 2a Stand der BDA-Liste: 2025-06-30 Name: Bildstock GstNr.: 996 |
| ja   | Datei hochladen | Anlage Stadtbefestigung Groß-Enzersdorf HERIS-ID: 256616                                 | Wiener Straße 7, u. a. Standort KG: Großenzersdorf          | Die Stadtbefestigung Groß-Enzersdorf, welche weitgehend erhalten ist und die Altstadt umschließt, wurde 1396 zur Erhebung der Stadt Groß-Enzersdorf begonnen und 1399 fertiggestellt. Anmerkung: Bis 2024 waren Teile der Stadtmauer unter 10718 geschützt. | BDA-Hist.: Q135167670 Status: Bescheid Stand der BDA-Liste: 2025-06-30 Name: Anlage Stadtbefestigung Groß-Enzersdorf GstNr.: 184, 991/10, 991/11, 64, 134, 59, 133/2, 31/2, 142, 133/1, 111, 189, 190, 243/1, 257/1, 1100, 1101, 1102, 1103, 1104, 1105, 1106, 1099/1, 1099/2, 30 City walls of Groß-Enzersdorf |
| ja   | Datei hochladen | Kath. Filialkirche Mariahilf HERIS-ID: 10723 Objekt-ID: 6785                             | gegenüber Am Anger 15 Standort KG: Mühlleiten               | Die barocke Filialkirche Mariahilf am südlichen Dorfplatz von Mühlleiten, eine kleine Dorfkirche aus der ersten Hälfte des 18. Jahrhunderts, hat eine schlichte Fassade, einen Gesimsgiebel mit hölzernem Dachreiter und Segmentbogenfenster. Der Innenraum hat ein schlichtes Platzlgewölbe und einen flachrunden Schluss. Der kleine barocke Altar, in den das ovale Chorfenster einbezogen ist, verfügt über ein Mariahilf-Gnadenbild aus der Bauzeit. Das Tabernakel wird von adorierenden Engeln flankiert. Zur weiteren Ausstattung zählt eine Figur des hl. Florian aus dem 18. Jahrhundert. | BDA-Hist.: Q38077506 Status: § 2a Stand der BDA-Liste: 2025-06-30 Name: Kath. Filialkirche Mariahilf GstNr.: 32 |
| ja   | Datei hochladen | Anlage von Schloss Sachsengang HERIS-ID: 10803 Objekt-ID: 6866                           | Am Hof 2 Standort KG: Oberhausen                            | Schloss Sachsengang ist eine bemerkenswerte frühmittelalterliche Wehranlage, die urkundlich 1030 erwähnt wurde und ursprünglich mit der ehemaligen Burg Oberhausen eine Wehreinheit bildete. | BDA-Hist.: Q21858054 Status: Bescheid Stand der BDA-Liste: 2025-06-30 Name: Anlage von Schloss Sachsengang GstNr.: 1, 2, 4, 9, 10, 11 Schloss Sachsengang |
| ja   | Datei hochladen | Kath. Filialkirche hl. Johannes der Täufer HERIS-ID: 10328 Objekt-ID: 6382               | Kirchenweg 2 Standort KG: Oberhausen                        | Die Filialkirche hl. Johannes der Täufer in Oberhausen ist ein schlichter barocker Bau von 1650/1653 auf der Erdsubstruktion einer mittelalterlichen Hausberganlage. Die Kirche hat ein niedriges Langhaus mit kleinen Rundbogenfenstern, einen achteckigen Ostturm der zugleich der Chor ist, mit kleinen Schallfenstern und Pyramidenhelm, sowie eine Sakristei. Das einschiffige Langhaus ist innen tonnengewölbt. Der Chor und die Sakristei haben Kreuzgratgewölbe. Die Einrichtung ist einheitlich barock und stammt aus dem späten 17. Jahrhundert. Am Altarblatt von Anfang des 18. Jahrhunderts ist Johannes der Täufer abgebildet. Der linke Seitenaltar zeigt als Altarbild ein Mariahilf-Bildnis, der rechte Johannes Nepomuk. Die Orgel wurde 1913 von Johann M. Kaufmann gebaut. | BDA-Hist.: Q38064254 Status: § 2a Stand der BDA-Liste: 2025-06-30 Name: Kath. Filialkirche hl. Johannes der Täufer GstNr.: 206 |
| ja   | Datei hochladen | Bründlkapelle HERIS-ID: 10724 Objekt-ID: 6786                                            | Probstdorf Standort KG: Probstdorf                          | Die mit 1732 bezeichnete Bründlkapelle westlich von Probstdorf ist eine kleine barocke, rund geschlossene Wegkapelle, die in ihrem Inneren auf einem Sockel eine barocke Marienfigur beherbergt, die inschriftlich mit 1644 bezeichnet ist. Das Äußere der Kapelle ist durch Lisenen gegliedert. Über ihrem umlaufenden Gesims erhebt sich ein geschwungener Giebel. | BDA-Hist.: Q38077525 Status: § 2a Stand der BDA-Liste: 2025-06-30 Name: Bründlkapelle GstNr.: 461 Bründlkapelle (Probstdorf) |
| ja   | Datei hochladen | Kath. Pfarrkirche hl. Stephan HERIS-ID: 10330 Objekt-ID: 6384                            | Weihen Stephans-Platz 3 Standort KG: Probstdorf             | Die Pfarrkirche hl. Stephan am nördlichen Ende des Angers von Probstdorf hat ein im Kern romanisches Langhaus und wurde im 17. Jahrhundert barockisiert. | BDA-Hist.: Q1374245 Status: § 2a Stand der BDA-Liste: 2025-06-30 Name: Kath. Pfarrkirche hl. Stephan GstNr.: 155 Saint Stephen Church (Probstdorf) |
| ja   | Datei hochladen | Pfarrhof HERIS-ID: 10331 Objekt-ID: 6385                                                 | Weihen Stephans-Platz 3 Standort KG: Probstdorf             | Der Pfarrhof von Probstdorf ist ein zweigeschoßiger Bau aus dem 18. Jahrhundert | BDA-Hist.: Q38064369 Status: § 2a Stand der BDA-Liste: 2025-06-30 Name: Pfarrhof GstNr.: 154 |
| ja   | Datei hochladen | Schloss Rutzendorf HERIS-ID: 111083 Objekt-ID: 128860                                    | Am Gutshof 1 Standort KG: Rutzendorf                        | Von der ehemaligen Schlossanlage des 17. Jahrhunderts ist nur noch ein Meierhof erhalten. Dessen zweigeschoßiges Hauptgebäude hat ein Satteldach und eine schlichte Fassadierung aus der ersten Hälfte des 19. Jahrhunderts. Dazu gehören mehrere eingeschoßige Wirtschaftsgebäude. | BDA-Hist.: Q37821686 Status: Bescheid Stand der BDA-Liste: 2025-06-30 Name: Schloss Rutzendorf GstNr.: 1/3 Schloss Rutzendorf |
| ja   | Datei hochladen | Kath. Filialkirche hl. Anna HERIS-ID: 10332 Objekt-ID: 6386                              | bei Ortsstraße 8 Standort KG: Rutzendorf                    | Die Filialkirche hl. Anna im Nordosten von Rutzendorf ist eine kleine spätbarocke Dorfkirche aus der zweiten Hälfte des 18. Jahrhunderts. Ihr schlichtes Langhaus mit anschließender Sakristei und einem vorgesetzten Turm ist durch Rundbogenfenster geöffnet. Innen ist es flach gedeckt und weist eine Gliederung durch Lisenen und ein umlaufendes Gesims auf. Der flach gewölbte Triumphbogen führt zu einem leicht erhöhten Chor mit geradem Schluss. Zur Ausstattung zählen ein bemerkenswertes Bild vom Tod des hl. Josef aus dem späten 18. Jahrhundert sowie eine barocke Figur der Maria mit Kind aus der ersten Hälfte des 18. Jahrhunderts. | BDA-Hist.: Q38064387 Status: § 2a Stand der BDA-Liste: 2025-06-30 Name: Kath. Filialkirche hl. Anna GstNr.: 199/6 |
| ja   | Datei hochladen | Kath. Filialkirche hl. Nikolaus HERIS-ID: 10333 Objekt-ID: 6387                          | Schönau an der Donau 3 Standort KG: Schönau an der Donau    | Die Filialkirche hl. Nikolaus am südlichen Ortsende von Schönau an der Donau ist eine schlichte barocke Dorfkirche von 1768 mit einem Nordturm der von einem Spitzgiebel bekrönt wird. Im Osten befindet sich ein kleiner Vorhallenbau mit Volutengiebel. Das zweijochige tonnengewölbte Langhaus verfügt über Stichkappen über Gurten auf flachen Wandvorlagen. Der gleich breite und leicht erhöhte Chor hat einen Dreisechstelschluss. Der kleine spätbarocker Säulenaltar aus der Bauzeit trägt ein Altarbild mit einer Darstellung des hl. Nikolaus, das mit Johann Cimbal bezeichnet ist. Zur Ausstattung zählen Figuren der Heiligen Petrus und Paulus, eine spätgotische Figur des hl. Nikolaus, die dem späten 15. Jahrhundert zugeordnet wird sowie schlichte Glasfenster aus dem frühen 20. Jahrhundert. | BDA-Hist.: Q38064405 Status: § 2a Stand der BDA-Liste: 2025-06-30 Name: Kath. Filialkirche hl. Nikolaus GstNr.: 119 Filialkirche Schönau an der Donau |
| ja   | Datei hochladen | Bründlkapelle HERIS-ID: 10335 Objekt-ID: 6389                                            | gegenüber Bundesstraße 1c Standort KG: Wittau               | In Wittau befindet sich eine mit 1732 bezeichnete Kapelle mit der Figur „Maria am Bründl“. | BDA-Hist.: Q38064447 Status: § 2a Stand der BDA-Liste: 2025-06-30 Name: Bründlkapelle GstNr.: 264/1 |
| ja   | Datei hochladen | Kath. Filialkirche hl. Nikolaus HERIS-ID: 10334 Objekt-ID: 6388                          | Hauptstraße 40 Standort KG: Wittau                          | Die Filialkirche hl. Nikolaus in der Ortsmitte von Wittau ist in eine Häuserzeile eingebunden. Sie ist ein schlichter spätbarocker Bau aus der zweiten Hälfte des 18. Jahrhunderts. Das Langhaus zeigt eine strenge Lisenengliederung zwischen Rundbogenfenstern und umlaufendem Gesims und hat einen vorgestellten Ostturm, der zugleich der Chor ist und von einem steilen Spitzhelm bekrönt wird. Innen hat das dreijochige Langhaus ein Platzlgewölbe zwischen Gurten, das auf flachen Wandpfeilern ruht, sowie ein umlaufendes Gesims. Ein rundbogiger Triumphbogen führt zum kreuzgratgewölbten Chor mit geradem Schluss im Erdgeschoß des Turms. Gegen Süden gibt es eine kreuzgratgewölbte Sakristei. Der kleine spätbarocke Altar wurde im späten 18. Jahrhundert angefertigt. Das Altarblatt zeigt den hl. Nikolaus. Im Auszug ist der Heilige Geist abgebildet. Zur weiteren Ausstattung zählen zwei barocke Figuren der hll. Petrus und Paulus aus dem späten 18. Jahrhundert. | BDA-Hist.: Q38064413 Status: § 2a Stand der BDA-Liste: 2025-06-30 Name: Kath. Filialkirche hl. Nikolaus GstNr.: 1 Filialkirche Wittau |

## Ehemalige Denkmäler
| Foto |                 | Denkmal                                                                 | Standort                                     | Beschreibung | Metadaten |
| ---- | --------------- | ----------------------------------------------------------------------- | -------------------------------------------- | --- | --- |
| ja   | Datei hochladen | Stabs- und Mannschaftsgebäude der Smola-Kaserne Objekt-ID: 7120bis 2015 | Wiener Straße 10 Standort KG: Großenzersdorf | Die Smola-Kaserne, benannt nach Generalmajor Joseph Freiherr von Smola (1764–1820) wurde 1936 erbaut. Das fünfgeschoßige Hauptgebäude, mit rückspringendem Mittelteil und Stufengiebel, ist umgeben von ein- bis dreigeschoßigen Nebengebäuden. Die Gebäude wurden 2007 verkauft und später nach tiefgreifenden Umbauten teilweise von vom BG/BRG Groß-Enzersdorf genutzt. | BDA-Hist.: Q106681355 Status: Bescheid Stand der BDA-Liste: 2015-06-26 Name: Stabs- und Mannschaftsgebäude der Smola-Kaserne GstNr.: 1107/4, 1107/6 |